# Tall Dūsh
Tall Dūsh är en kulle i Egypten.   Den ligger i guvernementet Al-Wadi al-Jadid, i den centrala delen av landet, 600 km söder om huvudstaden Kairo. Toppen på Tall Dūsh är 111 meter över havet.
Terrängen runt Tall Dūsh är platt åt sydväst, men åt nordost är den kuperad.  Trakten runt Tall Dūsh är nära nog obefolkad, med mindre än två invånare per kvadratkilometer. Trakten runt Tall Dūsh är ofruktbar med lite eller ingen växtlighet.